# Хроника на Токо
Хрониката на Токо, т.е. на рода Токо от Кефалония е исторически извор за управлението на рода Токо в периода 1375 – 1425 г. на графство Кефалония и Закинтос и въобще за историческите събития по това време в Епир, Етолоакарнания, Йонийските острови и Морея.
Фокусът ѝ попада върху Карло I Токо. Хрониката е публикувана за първи път в Corpus Fontium Historiae Byzantinae през 1975 г. от Джузепе Широ.  Състои се от 3923 стиха и е открита през 1831 г. в Codex Vaticanus Graecus. Началото и края ѝ липсват. Вероятно е писана преди юни 1429 г. Намереното ѝ копие е от 16 век.
Литературните ѝ качества са маловажни, но за сметка на това има значителна историческа стойност, както и такава за състоянието на езика през епохата на написването ѝ.